# Nedine subspinosa
Nedine subspinosa là một loài bọ cánh cứng trong họ Cerambycidae.